# جيسيكا بيرد
جيسيكا بيرد (بالإنجليزية: Jessica Beard)‏ هي منافسة ألعاب القوى أمريكية، ولدت في 8 يناير 1989 في كليفلاند في الولايات المتحدة.

## وصلات خارجية
- جيسيكا بيرد على موقع الاتحاد الدولي لألعاب القوى (الإنجليزية)
- جيسيكا بيرد على موقع الاتحاد الأمريكي لسباقات المضمار والميدان (الإنجليزية)
- جيسيكا بيرد على موقع الاتحاد الأمريكي لسباقات المضمار والميدان (الإنجليزية)
- جيسيكا بيرد على موقع الدوري الماسي (الإنجليزية)
- جيسيكا بيرد على موقع TFRRS.org (الإنجليزية)